# Edison (Ohio)
Pour les articles homonymes, voir Edison.
Edison est un village américain situé dans le comté de Morrow, dans l’Ohio. Selon le recensement de 2010, sa population est de 437 habitants.